# マーティン・ミルナー
マーティン・ミルナー（Martin Sam Milner、1931年12月28日 - 2015年9月6日）はアメリカ合衆国の俳優。デトロイト出身。
主にテレビドラマ『ルート66』と『特捜隊アダム12』の主演で知られた。
2015年9月6日、83歳で死去。

## 主な出演作品

### 映画
- ライフ・ウィズ・ファーザー Life with Father (1947)
- 硫黄島の砂 Sands of Iwo Jima (1949)
- われら自身のもの（英語版） Our Very Own (1950)
- 地獄の戦場 Halls of Montezuma (1951)
- 太平洋機動作戦 Operation Pacific (1951)
- 我が心の呼ぶ声（英語版） I Want You (1951)
- 捕らわれの街 The Captive City (1952)
- 続 一ダースなら安くなる Belles on Their Toes (1952)
- スプリングフィールド銃 Springfield Rifle (1952)
- 廃墟の守備隊 Last of the Comanches (1953)
- モンゴル第一騎兵隊 Destination Gobi (1953)
- ダイヤルMを廻せ! Dial M for Murder (1954)
- 長い灰色の線 The Long Grey Line (1955)
- ミスタア・ロバーツ Mister Roberts (1955)
- 皆殺しのトランペット Pete Kelly's Blues (1955)
- 宇宙への挑戦 On the Threshold of Space (1956)
- 白人部隊撃滅 Pillars of the Sky (1956)
- 成功の甘き香り Sweet Smell of Success (1957)
- おー!ウーマンリブ Desk Set (1957)
- OK牧場の決斗 Gunfight at the O.K. Corral (1957)
- 初恋 Marjorie Morningstar (1958)
- 強迫/ロープ殺人事件 Compulsion (1959)
- 13ゴースト 13 Ghosts (1960)
- 哀愁の花びら Valley of the Dolls (1967)
- 大洪水 Flood! (1976) テレビ映画
- リトル・モー Little Mo (1978) テレビ映画

### テレビドラマ
- ドラグネット Dragnet (1952-1955)
- ルート66 Route 66 (1960-1964)
- バージニアン The Virginian (1964-1965)
- 特捜隊アダム12 Adam-12 (1968-1975)
- 刑事コロンボ Columbo (1971)
  - 第3話『構想の死角』（Murder by the Book）- ジェームス・フェリス／ミステリー作家
- エマージェンシー! Emergency! (1972-1976)
- ジェシカおばさんの事件簿 Murder, She Wrote (1985-1996)
- コーキーとともに Life Goes On (1992)
- ロボコップ RoboCop: The Series (1994)
- Dr.マーク・スローン Diagnosis: Murder (1997)